# 聯盟式橄欖球

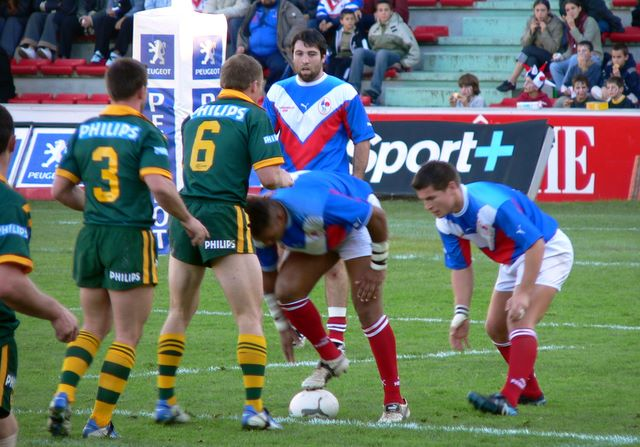
聯盟式橄欖球以腳向後撥球

聯盟式橄欖球（英语：Rugby League），是由橄榄球直接發展出來的一種團隊球類運動，因其組織名稱而得名。
聯盟式橄欖球競賽雙方各派13名球員上場，比賽場地為長方形草地，球場兩端各有一「H」型球門。比賽目的是持球衝到對方球門線後方以球觸地得分，稱之為達陣；亦可以在比賽中踢球越過球門橫桿上方而得分。當比賽時間結束時，以得分較多者獲勝。比賽過程中，防守一方可擒抱攻方持球員以阻止其進攻，但擒抱方式與位置均有所限制，以避免選手受傷。
防守球員將對方持球員擒抱倒地後，便結束攻方該一回合的攻擊，需放手讓攻方持球員重新站立。持球員應將球置於地面用腳往後撥傳以重新開球，並進行下一回合的攻擊。若未掉球，攻方每次攻擊可持續進行6個回合，然後攻守角色互換，改由對方重新攻擊。
聯盟式橄欖球發源於英国，目前在英国、爱尔兰、法国、澳大利亚、新西兰設有職業聯賽。在巴布亚新几内亚，聯盟式橄欖球被定為國家運動，很多當地球員到澳大利亚參加職業聯賽。
世界盃聯盟式橄欖球賽是最大的國家隊級比賽，首屆於1954年舉行，最近一次是2013年的第14屆，各屆間隔年數不定。最大的贏家是澳大利亚队，總計奪得10次冠軍、2次亞軍。其次為英国队，共得3次冠軍、4次亞軍。

## 历史

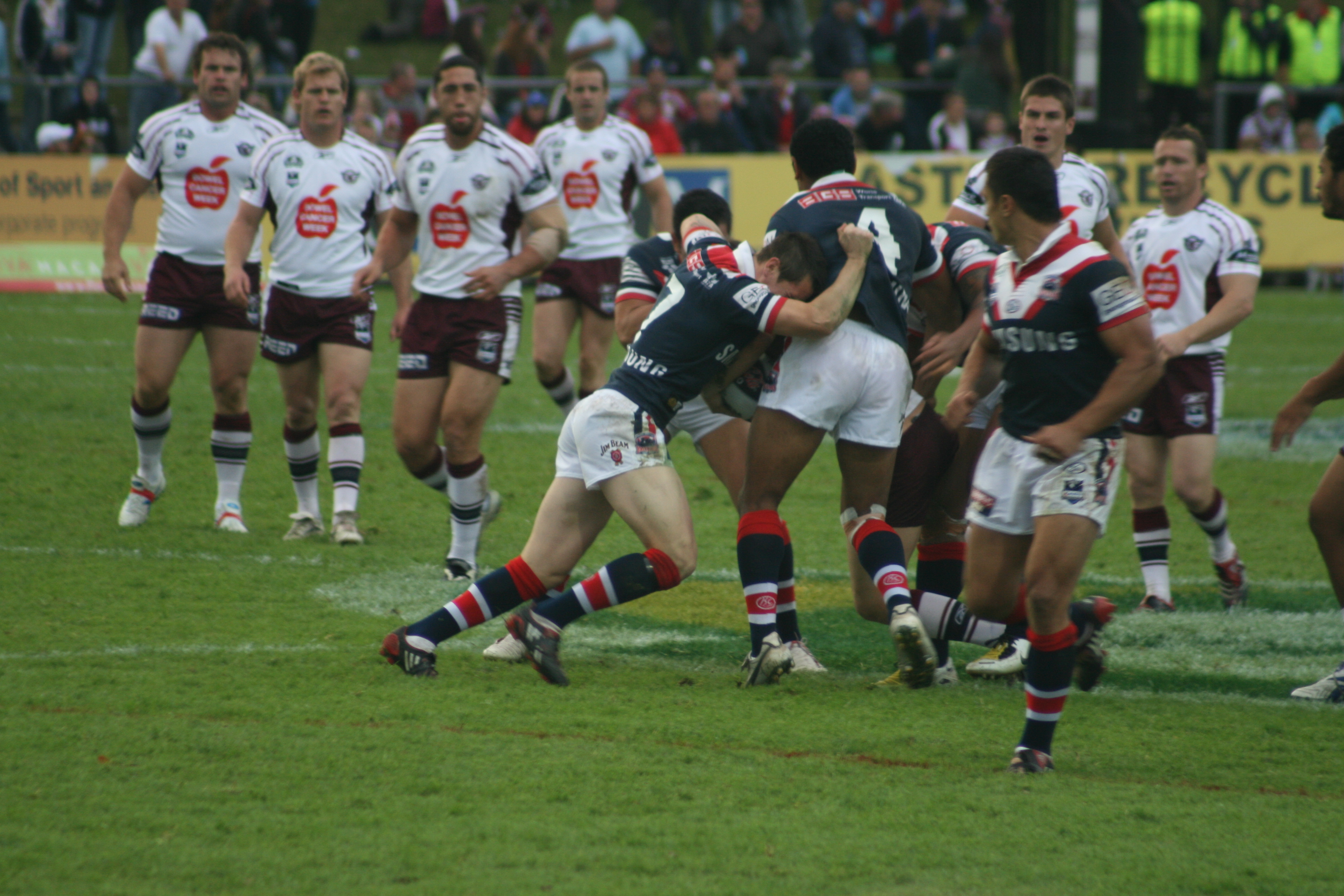
擒抱動作

在19世紀中期以後，英格蘭各地的私立學校頗為盛行玩各種類型的足球。當時各校會依據其操場特性，選擇合適的規則玩。雖然一開始種類很多，但大體可分為「用腳踢球」與「用手抱球」兩大類，後來分別演變成足球協會與橄欖球聯合會兩大組織。其中的橄欖球，一般認為發源自英格蘭沃里克郡的拉格比學校。
1895年，英格蘭的橄欖球運動組織發生了分裂危機。其導火線是主導全國橄欖球運動的英格蘭橄欖球聯合會，基於當時所強調的業餘精神，強力要求所屬球員不得領取出賽津貼。然而英格蘭北部地區為工業區，當地球隊的球員以勞工階級居多，他們不像南部的球員一樣可以靠其他收入過生活，因此引發激烈的反彈。
當年8月29日，22個橄欖球俱樂部代表在約克郡哈德斯菲爾德的「喬治旅館」集會，決定脫離原組織，自行組成北方橄欖球聯合會。在隨後的15年當中，有超過200個原屬於英格蘭橄欖球聯合會的俱樂部加入這一場「橄欖球革命」。
1901年，開始出現「聯盟式橄欖球」（rugby league）這個新的稱呼。1922年夏季，北方橄欖球聯合會正式改名為北方橄欖球聯盟（Northern Rugby Football League）。

## 衍生運動
- 接觸式橄欖球（英语：Touch rugby）（Touch Rugby，Touch Football或Touch Footy）－聯盟式橄欖球（Rugby League）的變化制，以觸碰取代抱截（tackle）對方。
- 帶式欖球（Tag Rugby）－一種無接觸的聯盟式橄欖球（Rugby League），以魔術貼表示抱截。
  - 澳式標籤橄欖球（OzTag）
- 輪椅橄欖球（Wheelchair Rugby）—也稱輪椅力量標籤橄欖球（Wheelchair Power Tag Rugby）或輪椅聯盟式橄欖球（Wheelchair Rugby League）

## 外部連結
- 聯盟式橄欖球世界盃 （页面存档备份，存于）